# فولادسازی به روش اکسیژن قلیایی

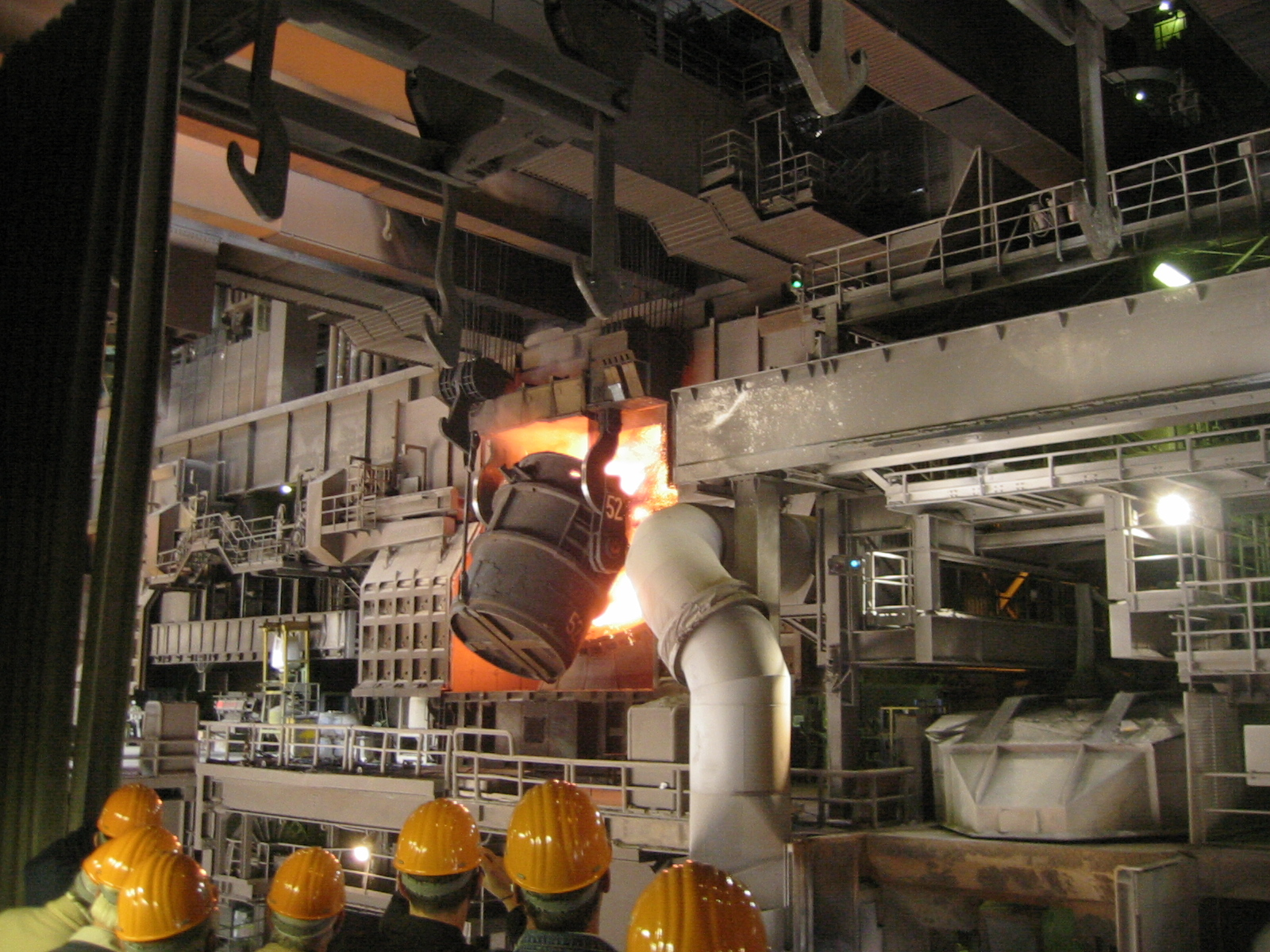
یک مبدل اکسیژن در حال شارژ در شرکت نورد فولاد تیسن‌کروپ در دویسبورگ

فولادسازی به روش اکسیژن قلیایی (به انگلیسی: Basic Oxygen Steelmaking) یکی از روش‌های ذوب و پالایش سنگ آهن است. این روش از روش‌های فولادسازی اولیه (به انگلیسی: Primary Steelmaking) محسوب می‌شود و در کنار قوس الکتریکی، یکی از دو روش اصلی ذوب آهن با ۶۰ درصد استفاده می‌باشد. مادهٔ اولیه برای این روش حدود ۷۰ درصد آهن مذاب از کوره بلند است. برای ایجاد توازن میزان فولاد بازیافتی نیز به این مواد اضافه می‌شود. این دو در کوره اکسیژن بازی (به انگلیسی: Basic Oxygen Furnace or BOF) با یکدیگر ترکیب می‌شوند. در کوره، اکسیژن خالص (۹۹.۵) با سرعت مافوق صوت به این ترکیب دمیده می‌شود. این میزان اکسیژن با کربن و سیلیکن موجود در کوره ترکیب شده و باعث ایجاد حرارت زیادی می‌شود که در نتیجهٔ آن ذوب فولاد اضافه شده‌است. در این پروسه، همچنین اکسید شدن آهن، منگنز و فسفر هم میزانی گرما ایجاد می‌کنند. کربن مونوکسید ایجاد شده بر اثر سوختن در حین خروج از کوره نیز گرمای خود را به کوره می‌دهد. فرق این روش با روش قوس الکتریکی این است که برای پیشرفت نیازی به انرژی بیرونی ندارد. مادهٔ خروجی این کوره آهن مذاب با خصوصیات شیمیایی خاص در دمای ۲٬۹۰۰ درجه فارنهایت (۱٬۵۹۰ درجه سلسیوس) تا ۳٬۰۰۰ درجه فارنهایت (۱٬۶۵۰ درجه سلسیوس) است که در مراحل بعدی پالایش می‌شود. کلمهٔ بازی (به انگلیسی: Basic) به اکسید منیزیم MgO بر می‌گردد که مادهٔ بازی دیرگداز است و با توجه به بازی بودن با سربارهٔ بازی تولید شده در کوره ترکیب نمی‌شود و می‌توان از آن برای عایق حرارتی در کوره استفاده کرد.

## تاریخچه
اولین بار یک روش عملی کم‌هزینه برای تولید انبوه فولاد در مقیاس‌های بزرگ توسط هنری بسمر در سال 1855 میلادی به ثبت رسید.
مبدل‌ بسمر و مبدل‌ توماس بر اساس دمیدن هوا کار می‌کردند و این مشکلاتی به همراه خود داشت. بیشتر هوایی که دمیده می‌شد را نیتروژن تشکیل می‌داد و دمیدن مستقیم نیتروژن به فولاد مذاب باعث می‌شد که درصد قابل توجهی از نیتروژن در فولاد حل شود و این موجب افت کیفیت فولاد بدست آمده می‌شود. همچنین حل شدن مقدار زیادی نیتروژن موجب خنک شدن مذاب و در نتیجه تردی قطعه نهایی می‌شود.
در سال 1939 میلادی کارل والریان شوارتز (به انگلیسی: Carl Valerian Schwartz) یک روش برای دمیدن اکسیژن خالص با سرعت مافوق صوت در یک حمام فلزی ارائه می‌دهد اما روش او کاربرد صنعتی پیدا نمی‌کند. سرانجام در سال 1948 دو مهندس سوییسی به نام‌های رابرت دارر (به انگلیسی: Robert Durrer) و هاینریش هیلبراگ (به انگلیسی: Heinrich Heilbrugge) با انجام آزمایش‌هایی موفق می‌شوند روش و اصولی برای تولید فولاد با دمیدن اکسیژن خالص ارائه دهند. آنها موفق شدند با استفاده از یک کوره 2.5 تنی آهن مذاب را با این روش به فولاد تبدیل کنند.
مدیر شرکت فولاد VOEST در اتریش با الگوگیری از آزمایش‌های دارر و به کارگیری ایده دارر، موفق شد اولین کوره اکسیژن بازی در ابعاد صنعتی و به وزن 30 تن را در اتریش و در شهر لینتس در سال 1952-1953 میلادی بسازد و تجاری‌سازی کند. فرایند تولید فولاد به این روش، فرایند لینز-دوناویتز (به انگلیسی: Linz-Donawitz process or LD process) نام داشت اما امروزه آن را فرایند اکسیژن قلیایی (به انگلیسی: Basic Oxygen Process or BOP) می‌نامیم.

## واکنش‌های شیمیایی داخل کوره

نمایی از مبدل LD

در یک مبدل LD واکنش‌های شیمیایی به طور کلی واکنش‌های فلز-سرباره (به انگلیسی: slag-metal reactions) هستند. وقتی فواره اکسیژن واردشونده به کوره به محتویات داخل آن ضربه می‌زند در ابتدا یک سرباره FeO-MnO-SiO2 شکل می‌گیرد که به نام سرباره سیلیکو-فریت (به انگلیسی: silico-ferrite slag) شناخته می‌شود. دمای ناحیه تحت تأثیر بسیار بالاست یعنی حدود 3000 درجه سانتیگراد است. همچنین مقدار زیادی از FeO خالص وجود دارد که به حل شدن آهک (CaO) در سرباره کمک می‌کند. بعد از حل شدن آهک در سرباره، سرباره می‌شود سرباره کلسی-فریت (به انگلیسی: calci-ferrite slag) یعنی یک سرباره CaO-SiO2-MnO-FeO. اگر این واکنش‌ها به طور مداوم ادامه پیدا کند، ناخالصی‌ها به سمت محل تماس یا فصل مشترک فلز و سرباره حرکت می‌کنند. اگر این انتقال‌های جرم فقط به خاطر پدیده نفوذ باشد، نرخ انجام این واکنش‌ها خیلی آهسته خواهد بود. در صورتی در عمل و تجربه، این پدیده کاملا برعکس بوده و نرخ انجام این واکنش‌ها بسیار سریع می‌باشد. این به خاطر این است که مکانیزم اصلی دیگر انتقال جرم به خاطر تلاطم (به انگلیسی: turbulence) و مخشوش بودن جریان است.
شش واکنش شیمیایی مهم در داخل کوره رخ می‌دهد که عبارت‌اند از:
- واکنش آهن و اکسیژن

{\textstyle {\ce {2Fe + O2 <=> 2FeO}}}
{\textstyle {\ce {4Fe + 3O2 <=> 2Fe2O3}}}
- واکنش کربن

{\textstyle {\ce {FeO + C <=> Fe + CO}}}
- واکنش سیلیسیم

{\textstyle {\ce {Si + 2FeO <=> SiO2 + 2Fe}}}
- واکنش منگنز

#### Mn+FeO↽−−⇀MnO+Fe{\textstyle {\ce {Mn + FeO <=> MnO + Fe}}}
- واکنش فسفر

{\textstyle {\ce {2P + 5FeO <=> P2O5 + 5Fe}}}
- واکنش گوگرد

{\textstyle {\ce {2FeS + 3O2 <=> 2SO2 + 2FeO}}}
{\textstyle {\ce {2MnS + 3O2 <=> 2SO2 + 2MnO}}}